# Молодые социал-демократы (Эстония)

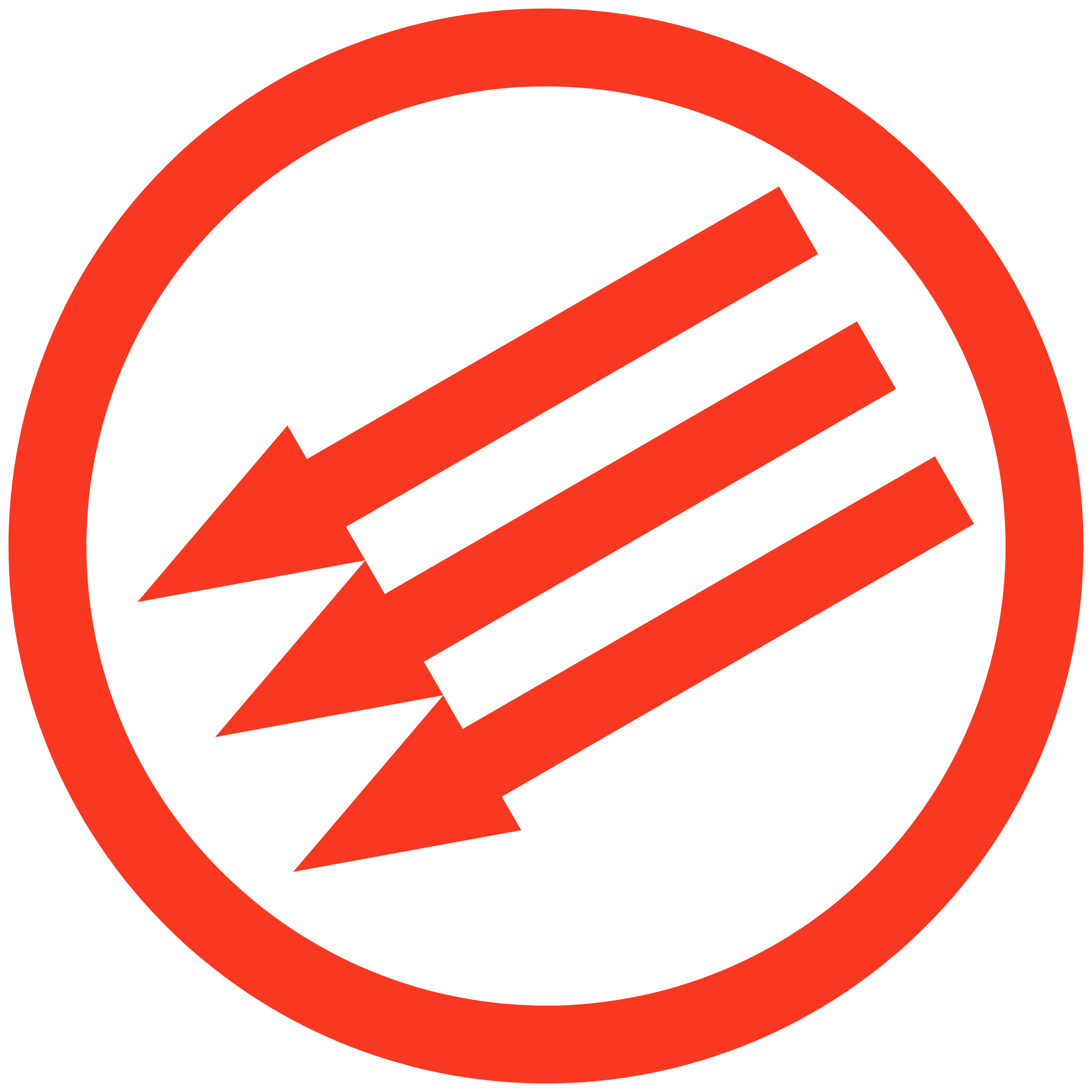
Эмблема Молодых социал-демократов Эстонии

Молодые социал-демократы (эст. Noored Sotsiaaldemokraadid) — эстонская молодёжная социал-демократическая организация, молодёжное организационное крыло Социал-демократической партии Эстонии.
Организация создана 12 декабря 1992 года по инициативе Эстонской социал-демократической партии, как Эстонский социал-демократический молодёжный союз (Eesti Sotsiaaldemokraatlik Noorteliit). Нынешнее название существует с 2003 года.
С 1996 года организация состоит в IUSY (полное членство с 2001 года). Также является членом Совета Молодых социалистов Скандинавии (Молодые социалисты Северной Европы) и Союза молодых социалистов Европы (Ecosy).
5 мая 2001 года МСД приняли «Манифест к каждому эстонцу», критический документ, который определяет расширение неравенства общества в Эстонии, а также неравенство между регионами как причину расслоения общества.
6 мая 2007 года МСД призвали разрешить голосовать на местных выборах с 16 лет.
| Контора        | Таллин, Эстония |
| Основана       | 1992            |
| Кол-во членов  | 2500            |
| Президент      | Элиис Лелов     |
| Вице-президент | Роберт Кийслер  |
| Вице-президент | Джеймс Рок      |

## Президенты
- Ардо Ойасалу (1992—1994)
- Пеэп Петерсон (1994—1998)
- Рене Таммист 1998—2001)
- Ярно Лаур (2001—2003)
- Йорген Сиил (2003—2004)
- Рандел Лянтс (2004—2005)
- Герри Леск (2005—2006)
- Валло-Андреас Халлик (2006—2008)
- Кайрит Колсар (Похла) (2008—2009)
- Хейки Ярвевеер (2009—2011)
- Лаури Ляэнеметс (2011—2013)
- Елис Тоотсман (2013—2014)
- Карл Кирт (2014—2015)
- Марис Сильд (2015—2016)
- Моника Малюков (2016—2018)
- Йоозеп Вимм (2018—2020)
- Ынне Паулус (2020—2022)
- Элиис Лелов (2022 — н. в.)

## Идеология
Социалистическая политическая программа исходит из принципов равенства, справедливости и солидарности. Цель — формирование демократического и справедливого общества, где всем его членам гарантируются общечеловеческие права и равенство возможностей. Права человека должны быть гарантированы, а гуманитарные ценности оцениваются как функция сотрудничества и общих интересов.
Осуществляющаяся социальная политика Социал-демократов как и Молодых Социал-демократов справедливая, заботливая и также обеспечивает защиту граждан. Молодые Социал-демократы стоят за солидарную систему здравоохранения, где каждый, соответственно потребностями, получает медицинскую помощь бесплатно. Такую систему здравоохранения обеспечивает ежемесячная оплата социального налога.
Две главные цели Молодых Социал-демократов- распространение социал-демократических взглядов и эрудирование своих членов.